# Llaberia
Llaberia es una entidad de población española del municipio de Tivisa, perteneciente a la provincia de Tarragona, en la comunidad autónoma de Cataluña.

## Toponimia
El lugar puede aparecer referido con las grafías «Llaberia» y «Llaveriá».

## Historia
Hacia mediados del siglo XIX, el lugar, ya por entonces perteneciente a Tivisa, tenía contabilizadas veintiocho casas. Aparece descrito en el décimo volumen del Diccionario geográfico-estadístico-histórico de España y sus posesiones de Ultramar de Pascual Madoz con las siguientes palabras:

LLAVERIÁ: ald. dependiente del ayunt. de Tivisa en la prov. de Tarragona (7 1/2 leg.), part. jud. de Falset (2), aud. terr., c. g. de Barcelona (20), dióc. de Tortosa (6). sit. sobre la montaña de su nombre: le combaten con frecuencia los vientos E. y O. Su clima es sano, aunque frio, y no solo se conocen las enfermedades estacionales. Tiene 28 casas sólidas y de pocas comodidades, que forman una plaza y 3 calles mal empedradas; 1 igl. parr. aneja de la de Tivisa, cuyo curato provee el diocesano, y 1 cementerio próximo á la pobl. El térm. confina N. Marsá; E. Colldejon y Pratdip; S. este último y Tivisa, y O. el mismo y Capsanes. El terreno es montuoso en general, arcilloso y calizo; hácia el N. existe un prolongado peñasco de una hora de largo de E. á O., escarpadísimo y elevado, desde cuyo punto se descubre parte del Aragon; corre por él un pequeño arroyo que se une con el r. Ciurána, y sus aguas no se utilizan, solo sí las de dos cortos manantiales que riegan algunos huertecitos; hay canteras de piedra de cal y de yeso, y en la parte llana abundan las yerbas de pasto. Los caminos son locales de herradura, y se hallan en mal estado. El correo lo recogen en Falset los interesados. prod. vino, almendras, legumbres, patatas, algun trigo y leña abundante para el combustible; cria ganado lanar, vacuno y con preferencia el cabrío, y caza de conejos y perdices. pobl. y riqueza: unida á Tivisa.
(Madoz, 1847, p. 491)

En 2023, la entidad singular de población tenía empadronados cinco habitantes y el núcleo de población, los mismos.